# Sveti Ivan Žabno
Sveti Ivan Žabno je općina u Hrvatskoj. Nalazi se u Koprivničko-križevačkoj županiji.

## Stanovništvo
Za stanovnika Vatroslav Rožić navodi naziv Sveto-Ivanžabnjanin.
| broj stanovnika | 5070  | 4996  | 5020  | 6104  | 7088  | 7577  | 7317  | 7775  | 8492  | 8577  | 8416  | 7624  | 6617  | 6000  | 5628  | 5222  | 4343  |
|                 | 1857. | 1869. | 1880. | 1890. | 1900. | 1910. | 1921. | 1931. | 1948. | 1953. | 1961. | 1971. | 1981. | 1991. | 2001. | 2011. | 2021. |

| broj stanovnika | 418   | 430   | 535   | 731   | 892   | 964   | 985   | 1033  | 1251  | 1339  | 1351  | 1371  | 1198  | 1286  | 1270  | 1199  | 1049  |
|                 | 1857. | 1869. | 1880. | 1890. | 1900. | 1910. | 1921. | 1931. | 1948. | 1953. | 1961. | 1971. | 1981. | 1991. | 2001. | 2011. | 2021. |

## Poznate osobe
- Pavao Zorčić - hrv. katolički svećenik, promicatelj međureligijskog dijaloga, umro na glasu svetosti
- Josip Miloš - hrv. atletičar, reprezentativac u bacanju koplja, športski dužnosnik (iz Križevaca - Sv. Ivan Žabno)[5]
- Ivan Babić (časnik) - časnik Domobranstva NDH, čelni čovjek središnjeg domobranskog nastavnog učilišta, koji je predložio zapadnim Saveznicima iskrcavanje u Hrvatskoj, da bi spriječili da partizani preuzmu vlast, tvrdeći da bi hrvatske snage napravile mostobran za zapadne Saveznike
- Tomislav Kučina - hrv. nogometni sudac
- Vladimir Solar - liječnik
- Vilim Gregorčić - utemeljitelj je moderne hrvatske filatelije i najveće ime u njezinoj stručnoj literaturi u prvoj polovici 20. stoljeća[6]
- Zvonimir Keler - pedagog i planinar
- Ljudevit Auer - ministar i odvjetnik

## Spomenici i znamenitosti
- Župna crkva sv. Ivana Krstitelja
- Spomen - ploča u sjećanje na osnivanje prve hrvatske stočarske udruge, osnovane 1908.
- Crkva Pohođenja Marijina u Cirkveni

## Obrazovanje
ŠU Svetom Ivanu Žabno djeluje OŠ "Grigor Vitez". Podružne škole nalaze se u Cirkveni, Tremi i Svetom Petru Čvrstecu.
Škola redovito sudjeluje u natjecanjima znanja iz matematike, fizike... Brojne su školske i izvanškolske aktivnosti.

## Kultura
- Kulturno-umjetničko društvo »Tomislav«
- Dječji crkveni zbor Tulipani
- Etnografska zbirka

## Šport
- NK Tomislav Sveti Ivan Žabno
- Šahovski klub "Tomislav-Goran" Sveti Ivan Žabno

## Hrvatski sokol
Tradicija organiziranog bavljenja sportom u Sv. Ivanu Žabnom seže sve do početka 20. stoljeća, kada je formirana Sokolska četa.
Sokolaši su bili sportaši koji su upražnjavali gimnastiku (gombanje) uz glazbenu pratnju. 
Pripremala se proslava 1000. godišnjice Hrvatskoga Kraljevstva. Jednu od najvažnijih uloga u pripremi i realizaciji ove proslave imali su upravo pripadnici Hrvatsakog sokola. Diljem tadašnjih hrvatskih zemalja vrijedno su se pripremali za centralnu proslavu u Zagrebu, koja je održana 1925. godine. Naravno da su u tome sudjelovali i svetivanjski sokolaši. 1923. godine na čelo im je došao svestrani i vrijedni 16 godišnjak Stjepan Horvat. Postolarski kalfa kod majstora Miloša, još od najranije mladosti učio je samouko notalno sviranje tambure, a i kao pripadnik limene glazbe DVD-a, gdje je svirao jegerhorn (lovački rog. Uz to volio je i šport. Bio je tako, iako vrlo mlad (16 godina), idealni vođa i sokolaša i tamburaša, jer su se sokolske vježbe (gombanje) izvodile uz glazbenu pratnju.
Na središnjoj proslavi u Zagrebu sudjelovala je i svetivanjska sokolska četa predvođena Stjepanom Horvatom, noseći na mogilu grudu hrvatske zemlje iz naše domaje. 
Uspješan rad nastavljen je sve do prisilnog ukidanja objavom Šestosiječanjske diktature, no rad je ipak nastavljen i u otežanim okolnostima, kada je po odlasku Stjepana Horvata u Križevce za učitelja tjelovježbe na Gospodarskom učilištu, prednjačku ulogu preuzeo Đuro Veber. Rad Društva gasi se neposredno pred drugi svjetski rat.

## Poljoprivreda
Godine 1908. napravljen je značajan korak u hrvatskom stočarstvu kada je u Svetom Ivanu Žabnu osnovana prva marvogojska udruga u Hrvatskoj, koja se specijalizirala za uzgoj čistokrvnog simentalskog goveda.
Ova udruga, zajedno sa svojim stočarima, pokazala se kao iznimno važna za razvoj stočarstva ne samo u Hrvatskoj, već i kasnije u cijeloj bivšoj Jugoslaviji. Četiri godine kasnije, 27. veljače 1912. godine, u Svetom Ivanu Žabno osnovan je Savez marvogojskih udruga Hrvatske i Slavonije.